# 光肩星天牛
光肩星天牛（学名：Anoplophora glabripennis）为天牛科星天牛属的一种，原产于东亚地区，作为入侵物种已蔓延至欧洲及北美洲等地，属于一种林业害虫。

## 形态特征
本种与华星天牛（Anoplophora chinensis）相似，主要区别在于本种鞘翅基部较为光滑，无瘤状颗粒。